# 克拉拉·埃什帕尔
克拉拉·埃什帕尔·拉奎特（西班牙語：Clara Espar Llaquet，1994年9月29日—），西班牙水球运动员，曾代表西班牙国家女子水球队拿下2017年世界游泳錦標賽银牌、2019年世界游泳錦標賽银牌和2020年东京奥运会水球银牌。
其姐姐安娜·埃什帕尔也是水球运动员。